# Pia Weiand
Pia Weiand (ur. 24 listopada 1992 w Herrenbergu) – niemiecka siatkarka, grająca na pozycji rozgrywającej. Od sezonu 2015/2016 występuje w niemieckiej Bundeslidze, w drużynie DSHS SnowTrex Köln.